# Alex Hannig

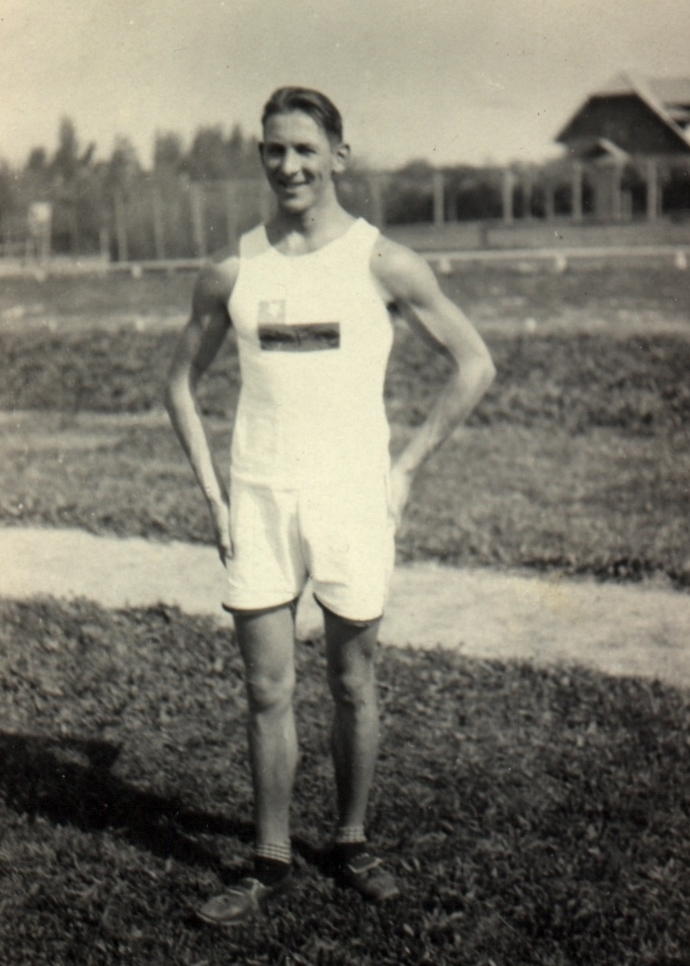
Alex Hannig Ulriksen (1928)

Alex Hannig (* 21. Oktober 1897 in Concepción; † 17. Februar 1987 in Santiago de Chile, vollständiger Name: Alex Hannig-Ulriksen) war ein chilenischer Leichtathlet deutscher Abstammung und Teilnehmer an den Olympischen Sommerspielen 1928 in Amsterdam.
Alex Hannig war zusammen mit José Vicente Salinas der beste chilenische Läufer seiner Zeit und nahm auch an südamerikanischen Meisterschaften teil. Sein größter Erfolg war seine Teilnahme an den Olympischen Spielen 1928 in Amsterdam im 200- und 400-Meter-Lauf, bei denen er nach den Vorläufen ausschied. Alex Hannig wurde 1897 in Chile geboren, siedelte dann mit seiner Familie 1906 nach Berlin um und erlebte den Ersten Weltkrieg in Deutschland. Er wurde in Berlin als Jugendwehr-Soldat 1917 zum Militär einberufen. Sein Vater, Stanislaus Hannig, ein deutscher Zivil-Ingenieur, der von 1886 bis 1906 in Chile gelebt hatte, verstarb während des Krieges 1917 in Berlin. Alex Hannig kehrte 1921 nach Chile zurück. Von 1932 bis 1963 war er Unternehmer und Geschäftsmann, u. a. Generalrepräsentant und Importeur der Firma BMW München für Chile. Hannig verstarb 1987 90-jährig in Santiago de Chile.
Im Internet kursieren viele Teilnehmer-Listen der Olympiade 1928, bei den meisten hat sich allerdings ein Übertragungsfehler eingeschlichen, und es wird ein „Rudolf Hannig“ in den 200- und 400-Meter-Vorläufen angegeben. Es hat aber nie einen „Rudolf Hannig“ gegeben, richtig ist: Alex Hannig. In manchen Listen wird „A. Hannig“ in den 200- und 400-Metern angegeben.